# Pyrgoptila callidesma
Pyrgoptila callidesma är en fjärilsart som beskrevs av Oswald Beltram Lower 1894. Pyrgoptila callidesma ingår i släktet Pyrgoptila och familjen praktmalar, Oecophoridae. Inga underarter finns listade i Catalogue of Life.